# Osice (przełęcz)
Osice (668 m n.p.m.) – najniższa przełęcz w głównym grzbiecie Pienin Właściwych. Jest płytkim siodłem znajdującym się pomiędzy Majerzem (689 m) a masywem Koziej Góry (771 m) w Pieninach Czorsztyńskich. Znajduje się dokładnie na skrzyżowaniu drogi Krośnica–Niedzica z drogą do Hałuszowej i na granicy lasu. Południowe i zachodnie stoki przełęczy oraz grzbiet po stronie południowo-wschodniej są zalesione. Północno-wschodnie zbocze opada do doliny Hałuszowskiego Potoku – dopływu Krośnicy, natomiast na zachodzie stok obniża się do doliny Harczy Grunt schodzącej ku zatoce Zbiornika Czorsztyńskiego o tej samej nazwie.
Przełęcz znajduje się w granicach wsi Hałuszowa w województwie małopolskim, w powiecie nowotarskim, w gminie Czorsztyn. Po jej wschodniej stronie zaczyna się Pieniński Park Narodowy. Przez przełęcz prowadzi niebieski szlak turystyczny z przełęczy Snozka na Trzy Korony.

## Szlak turystyki pieszej
niebieski na odcinku przełęcz Snozka – Trzy Korony
- z przełęczy Snozka 1:05 h (w obie strony tyle samo), z Czorsztyna 0:30 h
- z Trzech Koron 2:10 h (↑ 2.25 h), z przełęczy Trzy Kopce 0:50 h (↑ 1 h)

## Przypisy

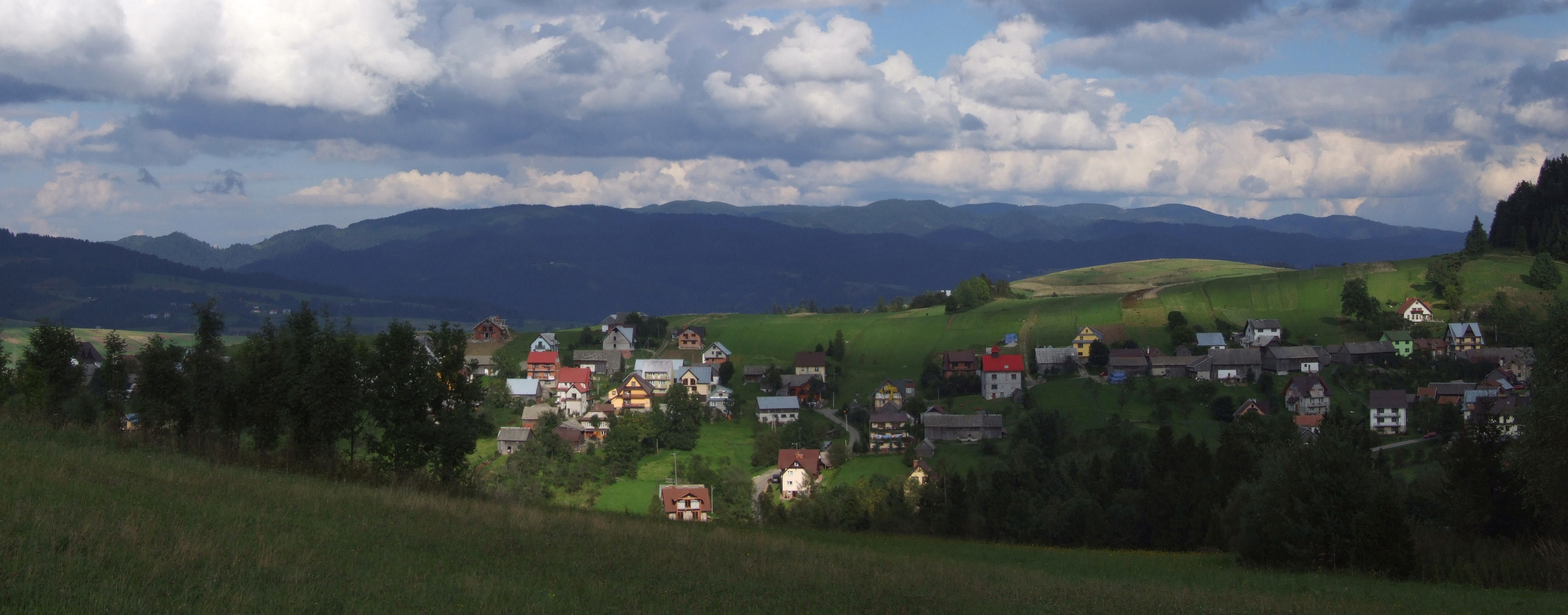
Widok z okolic Przełęczy Osice na Hałuszową i Pasmo Radziejowej